# Tibo De Smet
Tibo De Smet (* 28. Mai 1999 in Gent) ist ein belgischer Leichtathlet, der sich auf den Mittelstreckenlauf spezialisiert hat.

## Sportliche Laufbahn
Tibo De Smet trat im Jahr 2015 zum ersten Mal bei nationalen Meisterschaften an. Damals wurde er belgischer U18-Hallenmeister im 400-Meter-Lauf. Ein Jahr später wurde er jeweils im Freien und in der Halle nationaler U18-Meister über 400 Meter. 2017 wechselte er in die nächsthöhere Altersklasse. Zunächst steigerte er seine 400-Meter-Bestzeit auf 49,28 s. Im September gewann er schließlich die Bronzemedaille bei den nationalen U20-Meisterschaften. 2018 siegte er im Frühjahr bei den belgischen U20-Hallenmeisterschaften. Nachdem er 2019 keine Wettkämpfe bestritten hatte, trat er 2020, neben den 400 Metern, nun auch im 800-Meter-Lauf an. Im Laufe der Saison qualifizierte er sich über die längere Distanz für die erste Teilnahme an den belgischen Meisterschaften der Erwachsenen, wobei er mit einer Zeit von 1:50,45 min die Bronzemedaille gewinnen konnte. Die gleiche Platzierung erreichte er ein Jahr später genauso, wenngleich er seine 800-Meter-Bestzeit bis auf 1:47,60 min steigern konnte. Im Sommer 2021 trat er bei den U23-Europameisterschaften in Tallinn zudem bei seinen ersten internationalen Meisterschaften im Juniorenbereich an. Dort verpasste er als Dritter seines Vorlaufes den Einzug in das Halbfinale. 2022 siegte De Smet mit neuer Bestzeit von 1:45,32 min zum ersten Mal bei den belgischen Meisterschaften der Erwachsenen. Damit qualifizierte er sich außerdem für die Teilnahme an den Europameisterschaften in München. Zunächst konnte er in das Halbfinale einziehen, schied darin allerdings als Sechster seines Laufes aus. 2023 verbesserte De Smet direkt in seinem ersten Wettkampf des Jahres in 1:45,04 min den belgischen Hallenrekord von Eliott Crestan um mehr als eine Sekunde. Damit war er für die Halleneuropameisterschaften in Istanbul qualifiziert. Anfang März trat er bei den Europameisterschaften an, wobei er als Dritter seines Vorlaufes den Einzug in das Halbfinale verpasste. Im Juni lief er in Turku mit 1:45,31 min seine zweitschnellste jemals gelaufene 800-Meter-Zeit und näherte sich damit knapp der Qualifikationsnorm für die Weltmeisterschaften in Budapest an.
2024 trat er im März zum ersten Mal bei Leichtathletik-Hallenweltmeisterschaften an. Über 800 Meter zog er als Dritter seines Vorlaufes in das Halbfinale ein. Darin verpasste er anschließend den Einzug in das Finale. Mit der 4-mal-400-Meter-Staffel schaffte er anschließend den Einzug in das Finale. Das Finale selbst bestritt er dann nicht, in dem sich das belgische Team den WM-Titel sichern konnte. Im Juni trat er bei den Europameisterschaften in Rom an. Dort schied er bereits nach dem Vorlauf aus. Später im August trat er auch bei den Olympischen Spielen in Paris an. Dort verpasste er es sich im Hoffnungslauf für das Halbfinale zu qualifizieren.
2022 und 2024 wurde De Smet belgischer Meister im 800-Meter-Lauf.

## Wichtige Wettbewerbe
| Jahr                | Veranstaltung               | Ort                 | Platz               | Disziplin           | Zeit                |
| Startet für Belgien | Startet für Belgien         | Startet für Belgien | Startet für Belgien | Startet für Belgien | Startet für Belgien |
| ------------------- | --------------------------- | ------------------- | ------------------- | ------------------- | ------------------- |
| 2021                | U23-Europameisterschaften   | Tallinn             | 3. (2. Vorlauf)     | 800 m               | 1:48,70 min         |
| 2022                | Europameisterschaften       | München             | 14.                 | 800 m               | 1:49,10 min         |
| 2023                | Halleneuropameisterschaften | Istanbul            | 13.                 | 800 m               | 1:48,43 min         |
| 2024                | Hallenweltmeisterschaften   | Glasgow             | 11.                 | 800 m               | 1:48,47 min         |
| 2024                | Europameisterschaften       | Rom                 | 24.                 | 800 m               | 1:46,71 min         |
| 2024                | Olympische Sommerspiele     | Paris               | 40.                 | 800 m               | 1:46,59 min         |

## Persönliche Bestleistungen
Freiluft
- 400 m: 46,33 s, 27. Mai 2023, Lede
- 800 m: 1:44,89 min, 2. Juli 2022, Heusden-Zolder
- 1500 m: 3:47,93 min, 7. August 2021, Löwen

Halle
- 400 m: 46,59 s, 28. Januar 2024, Gent
- 800 m: 1:45,04 min, 22. Januar 2023, Luxemburg, (belgischer Rekord)
- 1000 m: 2:34,07 min, 1. Februar 2020, Gent